# كلية الصيدلة (جامعة الزقازيق)
تعتبر كلية الصيدلة بجامعة الزقازيق واحدة من المؤسسات العلمية المتميزة التي تضع نفسها شريكاً كاملاً في تطوير الخدمات الصحية ويأتي نتاج هذه الشراكة بالرفاه والصحة للمجتمع المصري. لقد شهدت بداية هذا القرن تطوراً سريعاً في مجال التعليم الصيدلي وتعددت مجالات تنمية الأنشطة المرتبطة بالدواء والمريض، مما حتّم على كليات الصيدلة ومنها كلية الصيدلة بجامعة الزقازيق أن تواكب هذا التقدم السريع، وتسعى لتلبية احتياجات المجتمع المتغيرة، وتطور المناهج والخطط الدراسية، وتعمل على توفير الكفاءات العلمية المؤهلة للتدريس وتقوم على تجهيز مختبرات تعليمية متميزة، والاهتمام بجوانب البحث العلمي وإنشاء برامج الدراسات العليا لرفع وتيرت البحث العلمي، وجميع ذلك من ضمن أهدافنا التي نعمل على تحقيقها، ولاسيما أن الدولة رعاها الله تسخر جميع الإمكانيات للنهوض بمستوى التعليم بالجامعة . إن مهنة الصيدلي لم تعد قاصرة على دوره التقليدي المقتصر على صرف وتسويق الدواء فحسب بل تعدت المجالات إلى المشاركة في التخطيط العلاجي والعمل في مصانع الأدوية والرقابة الدوائية والكشف عن السموم والعمل بمراكز المعلومات الدوائية والمشاركة بالبحوث الدوائية والاستشارات العلمية الصيدلية للعاملين بالحقل الطبي والمرضى .

## رسالة الكلية
تهدف كلية الصيدلة جامعة الزقازيق إلى إمداد المجتمع المحلى والإقليمي بصيادلة ذوي كفاءة عالية ومهارات مهنية متميزة وقيم أخلاقية تسهم في تطوير الصناعات الدوائية وتوكيد جودة الدواء وتحسين الخدمات الصحية بالمجتمع وذلك عن طريق تطوير وتحديث البرامج الأكاديمية وطرق التعليم والتعلم ودعم الأنشطة الطلابية المختلفة وتنمية قدرات أعضاء هيئة التدريس ومعاونيهم والجهاز الادارى والارتقاء بالأبحاث العلمية والتطبيقية الهادفة ومواصلة التعليم الصيدلي المستمر .

## رؤية الكلية
أن تصبح الكلية صرحاً تعليمياً وبحثياً معتمداً إقليمياً وعالمياً وله دور فعال في المشاركة الاجتماعية.

## اقسام الكلية
- الكيمياء التحليلية
- الكيمياء العضوية
- الكيمياء الحيوية
- الكيمياء الطبية
- الميكروبيولوجى
- الفارماكولوجى
- الصيدلانيات
- العقاقير